# Pedro Eugenio Aramburu
Pedro Eugenio Aramburu Cilveti (Río Cuarto, 21 de maio de 1903 — Carlos Tejedor, 1 de junho de 1970) foi um militar (general) argentino, e ditador de seu país entre 1955 e 1958.
Durante seu mandato reprimiu um levante peronista e puniu os participantes, autorizando o fuzilamento de dezoito militares, entre eles um general, e nove civis. Morreu em um atentado peronista.